# Paul Egede

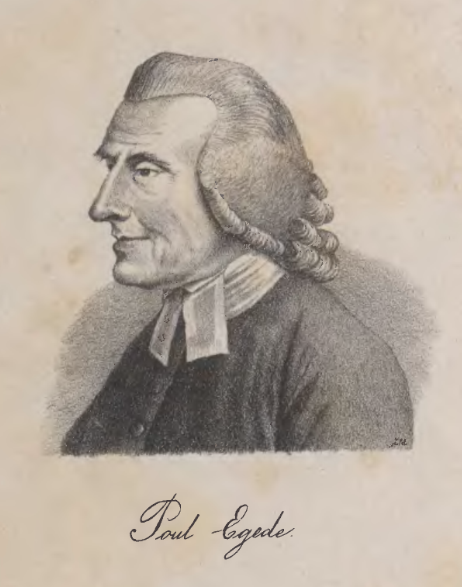
Paul Hansen Egede

Paul Egede, född 9 september 1708, död 6 juni 1789, var en norsk missionär och språkforskare. Han var son till Hans Egede och Gertrud Rask.
Egede biträdde sin far i det grönländska seminariet i Köpenhamn, som han från 1747 ledde, samt idkade ett omfattande översättningsarbete, som resulterade i en fullständig upplaga av Nya Testamentet på grönländska 1766. Egede utgav dessutom ett danskt-grönländskt lexikon och en grönländsk psalmbok.